# Rorea
Rorea är ett släkte av spindlar. Rorea ingår i familjen Amphinectidae.
Kladogram enligt Catalogue of Life:
| Rorea | \| \| Rorea aucklandensis \| \| \| \| \| \| Rorea otagoensis \| \| \| \| |
|       | \| \| Rorea aucklandensis \| \| \| \| \| \| Rorea otagoensis \| \| \| \| |
|       | Rorea aucklandensis                                                      |
|       |                                                                          |
|       | Rorea otagoensis                                                         |
|       |                                                                          |